# Polska Misja Wojskowa w Niemczech
Polska Misja Wojskowa w Niemczech (Polish Military Mission in Germany, Polnische Militärmission in Deutschland) – organ polskich sił zbrojnych w latach 1945–1990 pełniący funkcję organu zewnętrznego Polski Ludowej na terenie Niemiec, de facto rodzaj misji dyplomatycznej, gdyż przez pewien czas była jedynym reprezentantem Państwa Polskiego w Niemczech.
Została powołana w 1945 przy Sojuszniczej Radzie Kontroli Niemiec. Misja utrzymywała sieć przedstawicielstw, również pełniła funkcję zwierzchnią dla innych organów PRL funkcjonujących na terenie Niemiec w tym okresie.
Po utworzeniu polskich ambasad w NRD (1949) i RFN (1974), Misja reprezentowała interesy PRL jedynie w Berlinie Zachodnim, ulegając w 1990 likwidacji.

## Organy własne
- Polska Misja Wojskowa przy Dowództwie Amerykańskich Sił Zbrojnych we Frankfurcie nad Menem (US Forces, European Theater, Command of the U.S. Armed Forces in Germany), od 1946
- Polska Misja Wojskowa przy Dowództwie Brytyjskich Sił Zbrojnych w Bad Oeynhausen (British Army of the Rhine, Headquarters of British Forces in Germany), od 1947, następnie w Bad Salzuflen
- Polska Misja Wojskowa przy Dowództwie Francuskich Sił Zbrojnych w Baden-Baden (Troupes d’Occupation en Allemagne), od 1946

Misja pracowała w warunkach stałego chaosu organizacyjnego. Np. w wyniku nieżyczliwego stosunku koalicjantów komórki terenowe Wydziału Konsularnego Misji były zmuszone funkcjonować w poszczególnych sektorach w strukturach poszczególnych organów własnych, jak i zależnych.
- Referat Konsularny PMR w Lipsku, przy Wächterstraße 32 (1946–1952)[1]
- Delegatura Konsularna PMR w Bad Oeynhausen (od 1946)
- Punkt Konsularny w Hamburgu (od 1946)
- Agencja Konsularna PMW w Meppen
- Agencja Konsularna PMW w Lubece

Od 1948 placówki konsularne funkcjonowały w: Düsseldorfie, Frankfurcie nad Menem, Hanowerze, Hamburgu, Rastatt.

## Organy koordynowane przez Polską Misję Wojskową w Berlinie
- Polskie Misje Repatriacyjne (Polnische Mission für Repatriierung) w poszczególnych strefach (1946–1947)
  - w radzieckiej strefie okupacyjnej – w Berlinie – Kaulsdorf, Berlinie – Kaiserdamm, Magdeburgu i Weimarze,
  - w brytyjskiej strefie okupacyjnej – w Bad Oeynhausen/Bad Salzuflen, wraz z punktami w Hamburgu, Bochum, Brunszwiku i Lubece, później w Bad Salzuflen, oddziałami w Lubece, Iserlohn, Hanowerze, i oficerami w Bergedorf, Celle, Diepholz, Heidenheim, Hilden, Lippstadt, Meppen, Minden, Oldenburgu, Salzgitter, Wolfsburgu,
  - w amerykańskiej strefie okupacyjnej – we Frankfurcie nad Menem, wraz z Agencją Konsularną w Monachium, później delegaturami w Stuttgarcie i Norymberdze oraz oficerami w Allendorfie, Augsburgu, Coburgu, Heidelbergu, Heilbronn, Lauf, Mannheim, Monachium, Regensburgu, Weiden,
- Polska Misja Wojskowa Badania Zbrodni Wojennych w Europie (Polish Military Mission for Investigation of War Crimes in Europe), Wiesbaden (1946–1951), wraz z placówkami
  - w amerykańskiej strefie okupacyjnej – w Wiesbaden, Dachau, Heidelbergu-Ludwigsburgu,
  - w brytyjskiej strefie okupacyjnej – w Bad Oeynhausen, Lubece, Brunszwiku, Paderborn,
- Polskie Biuro Rewindykacji i Odszkodowań Wojennych wraz z Polskimi Misjami Restytucyjnymi w poszczególnych strefach,
- Grupa Operacyjna „Karpaty” KBP/MSW w Berlinie (od końca lat czterdziestych),
- Przedstawicielstwo ds. Handlu Zagranicznego przy Polskiej Misji Wojskowej w Berlinie (Handelsvertretung bei der Polnischen Militärmission in Berlin) z siedzibą we Frankfurcie nad Menem (1948-)[2]

## Szefowie Misji
- 1945 – mjr. Aleksander Kłos, szef Misji Wojskowej[3]
- 1945–1950 – płk./gen. bryg. Jakub Prawin, szef Misji Wojskowej zs. w Berlinie
- 1951–1954 – Alfred Friedman, szef Misji Wojskowej
- 1954–1957 – Czesław Urbaniak, szef Misji Wojskowej
- 1957–1965 – płk. Władysław Tykociński, szef Misji Wojskowej, minister pełnomocny
- 1965–1971 – Bolesław Koperski, szef Misji Wojskowej, minister pełnomocny
- 1971–1975 – Stanisław Kopa, szef Misji Wojskowej, minister pełnomocny
- 1975–1979 – płk. Eugeniusz Pękała, szef Misji Wojskowej, minister pełnomocny
- 1979–1981 – gen. dyw. Teodor Kufel, szef Misji Wojskowej, minister pełnomocny
- 1981–1983 – dr Janusz Prystrom, radca w Misji Wojskowej, p.o. szefa Misji
- 1983 – Henryk Stępień, radca w Misji Wojskowej, p.o. szefa Misji
- 1983–1987 – gen. dyw. Zbigniew Zieleniewski, szef Misji Wojskowej, minister pełnomocny
- 1987–1990 – gen. dyw. Zygmunt Zieliński, szef Misji Wojskowej, minister pełnomocny
- 1990 – płk. Bogusław Kołodziejczak, szef Misji Wojskowej, minister pełnomocny

## Siedziba
Pierwsza siedziba Misji, od 1945, mieściła się w Brytyjskim Sektorze Berlina w dzielnicy Charlottenburg w kamienicy (proj. Max Grünfeld) z 1910 przy Schlüterstraße 42/Olivaer Platz 11, kolejna, od 1968, w dworku (proj. Pawła Karchow) zbudowanym w 1913 dla przemysłowca Wilhelma Spindlera również w Brytyjskim Sektorze Berlina, w dzielnicy Grunewald przy Lassenstraße 19–21. W budynku od 1994 mieści się ambasada RP.
W 1947 Wydział Konsularny przeniesiono do Radzieckiego Sektora Berlina w dzielnicy Pankow przy Talstraße 15–17, w którym pomieszczono też Biuro Restytucji i Odszkodowań Wojennych, Delegaturę Handlu Zagranicznego oraz Klub Pracowników Placówek Polskich w Niemczech. W tejże dzielnicy Wydział dysponował też obiektem przy Spiekermannstraße 31.
Do czasu likwidacji Misja składała się też z:
- Wydziału Konsularnego przy Richard-Strauss-Str. 11
- Wydziału Handlu przy Falkenried 23-25